# 遠い海から来たCOO
『遠い海から来たCOO』（とおいうみからきたクー）は、景山民夫による小説。雑誌『野性時代』にて1987年6月号から1988年2月号まで連載され、単行本は1988年3月刊行。第99回直木賞受賞作品。1992年に角川文庫から文庫化。1993年に日本テレビ開局40年記念作品としてアニメ映画化、NHK-FM放送のラジオ番組『アドベンチャーロード』でラジオドラマ（オーディオドラマ）化、前田真宏による漫画化がなされている。
美しい自然と親子のふれあいを通して描かれる少年の成長記であり、同時に大国の核実験などが絡む冒険小説的な要素をも併せ持つ。

## あらすじ
南太平洋、フィジー諸島のひとつ「パゴパゴ島」が主な舞台。パゴパゴ島のトンベルア酋長の許可をもらい、日本から移住した海洋生物学者の小畑徹郎とその息子である洋助（12歳）が主人公。
移り住んで3年。嵐の翌朝、洋助は珊瑚の潮だまりで50センチほどの生物を発見した。それは、1億6500万年以上前に生息していた水棲爬虫類（首長竜）プレシオサウルス（又はプレシオザウルス）であり、奇跡の生命の誕生に立ち会った洋助は、その瞬間から生物の母親役を担うことになる。徹郎の研究室に生物を持ち帰った洋助は、その産声から生物を「クー（COO）」と名付ける。
クーは、インプリンティング（刷り込み）という動物習性により、生まれて初めて見た洋助を母親と思い込んでいる。
時を同じくして、クーの母親であるプレシオサウルスの遺骸が別の小島に漂着する。洋助と徹郎は、フランスの核実験計画をめぐる同国諜報機関の暗躍を知り、銃をとる。
自然と人間、親子と絶滅生物、核実験の陰謀が取り巻く奥深い物語である。

## 漫画
漫画『遠い海から来たCOO』は、前田真宏の脚色、作画で徳間書店の雑誌『アニメージュ』に連載された。その後単行本化では、下記に示すライバル誌の角川書店「ニュータイプ100%コミックス」から出版された。これは映画化による版権買い取りである。
単行本コミックの上下巻各巻末には、前田による「番外編 わたくしとCOOの出会ひ」と題する漫画が掲載され、原作と「恐竜」に対する思い入れが描かれている。
- 『遠い海から来たCOO』（上）（ニュータイプ100%コミックス）
作画：前田真宏
出版社: 角川書店
ISBN 4-04-852450-X、ISBN 978-4-04-852450-6
発売日：1993年11月26日

- 『遠い海から来たCOO』（下）（ニュータイプ100%コミックス）
ISBN 4-04-852451-8、ISBN 978-4-04-852451-3
発売日：1994年3月14日

## アニメーション映画
『Coo 遠い海から来たクー』は、「Coo 遠い海から来たクー製作委員会」（日本テレビ、よみうりテレビ、I&S、角川書店、東映、ポニーキャニオン、ニッポン放送出版、ビクターエンタテインメント）が製作した日本の劇場用アニメ作品。製作協力に東映動画。1993年12月11日に東映洋画系で全国公開。製作費4億2,000万円。

### 登場人物
- 小畑洋助：山崎裕太
- 小畑徹郎：伊武雅刀
- キャシー小野：山口智子
- トニー・ボトムズ：神谷明
- ノルベール大佐：家弓家正
- ルースラン艦長：青野武
- トンベルア酋長：石田太郎
- アマク老人：槐柳二
- マクドネル船長：若本規夫
- ジャン：大塚芳忠
- 赤帽：千葉繁
- 黒帽：堀之紀
- Dr.ダヴァル：岸野一彦
- アリ：戸谷公次
- ツオ：掛川裕彦
- サム：風間信彦
- フレー大尉：新田三士郎
- パイロット：林延年
- 通信兵：小林俊夫
- トニーの妻：江森浩子

### スタッフ
- 監督：今沢哲男
- 原作：景山民夫
- 制作：漆戸靖治（日本テレビ）
- プロデューサー：和田仁宏、武井英彦、田宮武、鈴木徹
- 製作プロデューサー：久岡敬史
- 脚本：岡本喜八
- 企画：萩原敏雄
- キャラクター設計：大倉雅彦
- 作画監督：大倉雅彦、濱洲英喜
- 作画監督補佐：細田守、松本淳
- 撮影監督：細田民男
- 音楽：ニック・ウッド
- 音楽プロデューサー：石川光
- 音楽監督・録音：本田保則
- 美術監督：山本二三
- 編集：花井正明
- 配給：東映

### 主題歌
- 「ずっとそばに -Always By Your Side-」
作詞・作曲・歌:松任谷由実
アルバム「REINCARNATION」に収録。

### 挿入歌
- 「CHILDREN OF THE WORLD」
作詞:ニック・ウッド
作曲・歌:ジュリアン・レノン

### 制作概要
- 1991年
  - 初冬 ：制作がスタート。製作会社（東映動画）と各監督（今沢、大倉、山本）が決定。

恵比寿にある景山民夫の事務所で、景山と今沢との初打ち合わせ。制作が了承されると共に、景山が持つ膨大な銃器類の資料等の協力を受ける。
- 1992年
  - 1月：今沢、大倉、山本、田宮はロケハンのため、フィジー諸島、タヒチへと赴く。
  - 春：シナリオが岡本喜八によって決定。以後、今沢は絵コンテ作業に一人没頭する（絵コンテ総数500枚以上）。
  - 6月：キャラクター設定の打ち合わせ。キャシーの設定が決まらず、一同憤慨する。
  - 7月：行き詰まった末の仕切り直しも兼ねて、神奈川県三浦市のヨットハーバーであるマリンパークへ出かける。その時見かけたヨットやイルカが良い影響を与えた結果、以後のキャラクター設定、美術設定は無事進行する。また、同時期に作画（原画）がスタートする。
  - 11月：音楽と劇中音楽の打ち合わせ。
  - 12月：物語終盤の絵コンテについての打ち合わせの末、全ての絵コンテが仕上がる。
- 1993年
  - 1月：メインテーマに携わるニック・ウッドと打ち合わせ。
  - 2月：洋助役のオーディションを行うが、集まった20名の小中学生の中からは選ぶ事が出来ず失敗。
  - 5月：アフレコ2ヶ月前で声優が決定せず、制作陣は非常に焦る。
  - 6月：期限ぎりぎりで、何とか役者が決定（小畑洋助：山崎裕太、キャシー：山口智子）。
  - 8月：アフレコ開始。声優初心者の山崎裕太と山口智子は、2週間前からリハーサルに取り組む。
  - 9月：主題歌が松任谷由実の「ずっとそばに」で決定。
  - 10月：発案から約2年をかけ、ついに初号が完成する。

### 宣伝
宣伝費として東映が2億8,000万円、角川歴彦社長就任第一弾として取り組む"新生"角川書店が1億円、日本テレビが3億円の予算を計上、その大半をテレビスポットに投入。角川書店は「COOフェア」を開催した。

### 興行
渋谷東急ほか全国東映洋画系劇場で公開。

### 関連書籍メディア類
- 『Coo 遠い海から来たクー（Newtype garden stories）』景山民夫、山本二三　共著
映画の世界を、山本二三の美しいイラストと原作者・景山民夫の文章で紹介する大型本。
出版社：角川書店（1993年12月発行）
ISBN 4-04-852459-3、ISBN 978-4-04-852459-9

- 『ずっとそばに －遠い海から来たCoo主題歌』松任谷由実 著（単行本）
出版社：フェアリ-（1994年2月発行)
ISBN 4-93877-003-2、ISBN 978-4-938770-03-7

- 『Coo 遠い海から来たクー（オリジナル・サウンド トラック）』CD
レーベル：ビクターエンタテインメント
発売日：1993年12月16日
規格品番：VICL-490
収録時間：61分
EAN 4988002286577、JAN 4988002286577、ASIN B000064WXE

### 映像ソフト化
- 『Coo 遠い海から来たクー』(VHS)
販売元：ポニーキャニオン
発売日：1994年7月21日
規格品番：PCVG-10143・レンタル版 PCVG-70099
時間:116分
通常版：EAN 4988013322677、JAN 4988013322677、ASIN B00005FTS4、ASIN B09MBF7H7K
レンタル版：EAN 4988013736979、JAN 4988013736979、ASIN B09MBHYBRX、ASIN B0B75GZ497

- 『Coo 遠い海から来たクー』(レーザーディスク)
販売元：ビクターエンタテインメント
発売日：1994年7月21日
規格品番：VILF-53
時間:117分
EAN 4988002297450、JAN 4988002297450、

- DVDやBD化は2022年8月現在行われていない。このため、上記ソフトが比較的高額にて売買されている[4]。

- テレビ放映は過去に幾度も放映されている。最近では
  - アニマックス、2021年7月4日20:00
  - WOWOW、2023年2月13日20:00

### エピソード
- 1993年には、恐竜関連の邦画として本作の映画版だけでなく『REX 恐竜物語』も公開されている。

- 上映にあたってはTVCMも流され、CMは日本テレビ系列以外の局でも流された。日本テレビ系列だと「日本テレビ開局40年記念作品」の文字は付いていたが、日本テレビ系列以外では外されていた。

- 親子のふれあいや美しい自然、大国の核実験などの要件から、作品としての深さに勝るとの批評もある[5]。景山自身による作品解説にて、「1986年にマレーシアのティオマン島に潜りに行った時、ストーリーが全部できちゃった。」と剽窃説を否定する記述がある[6]。

- 角川映画「ルビー・カイロ」ビデオソフト(PCVE-30093・ポニーキャニオンより発売・販売)巻末には本作の予告編が収録され「製作・角川春樹」となっている。製作途中、不祥事により当時の角川書店代表取締役社長を退任。製作が「COO製作委員会」の日本テレビ放送網メンバーであった漆戸靖治へ交代。

## 実写化企画
1989年頃に実写化が企画されていた。監督は岡本喜八、特撮監督は川北紘一が予定され、漫画家の西川伸司がプレシオサウルスのデザインを手掛けている。西川は、このデザイン提出時に自身が執筆したゴジラの同人誌も川北に手渡しており、このことが後にゴジラシリーズへ参加するきっかけになったという。